# گولاکای کوت
گولاکای کوت یک منطقه مسکونی در افغانستان است که در ولسوالی شواک و در ولایت پکتیا واقع شده است.